# Eryngium spinalba
Eryngium spinalba là một loài thực vật có hoa trong họ Hoa tán. Loài này được Vill. mô tả khoa học đầu tiên năm 1779.

## Hình ảnh

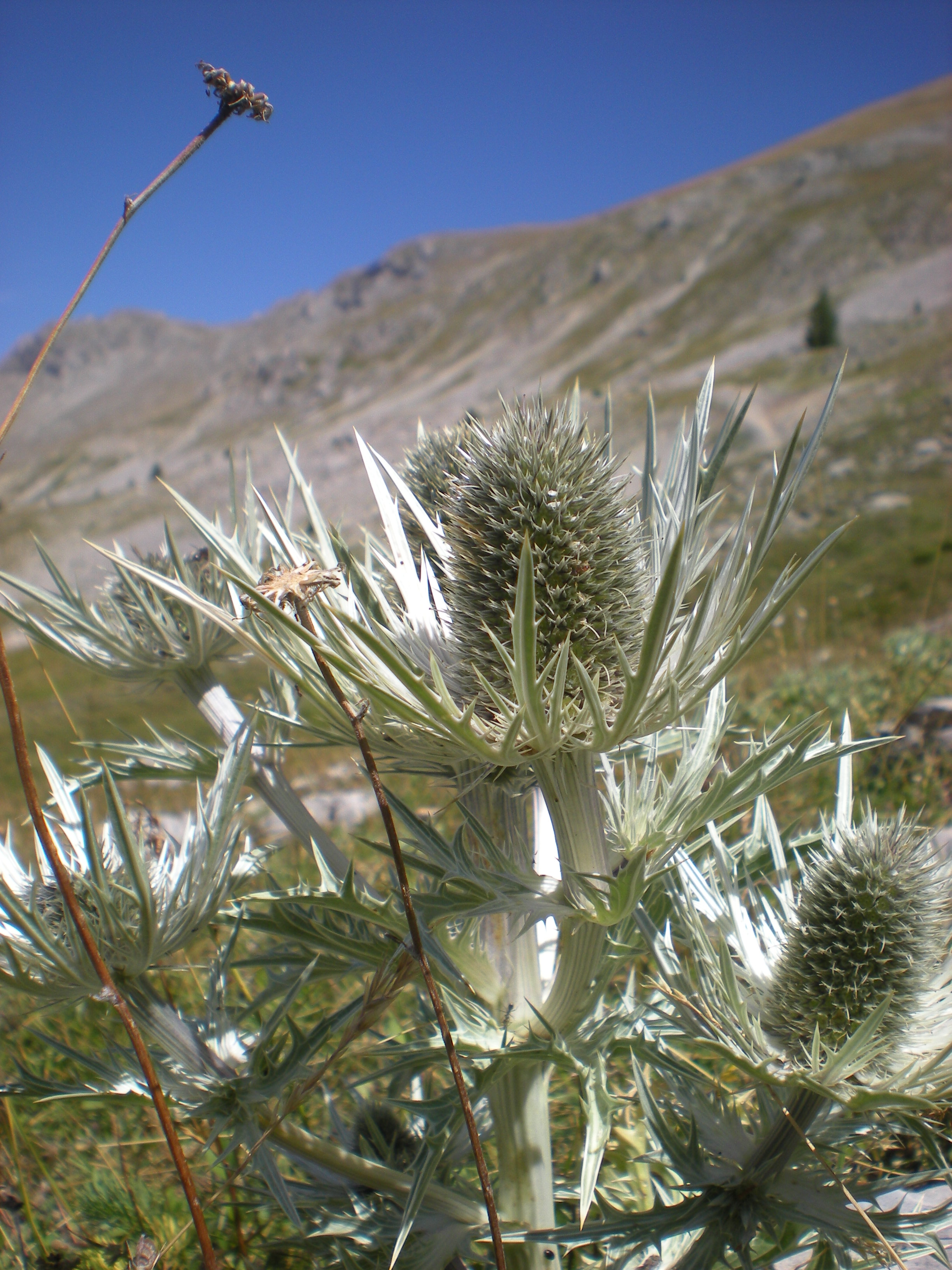
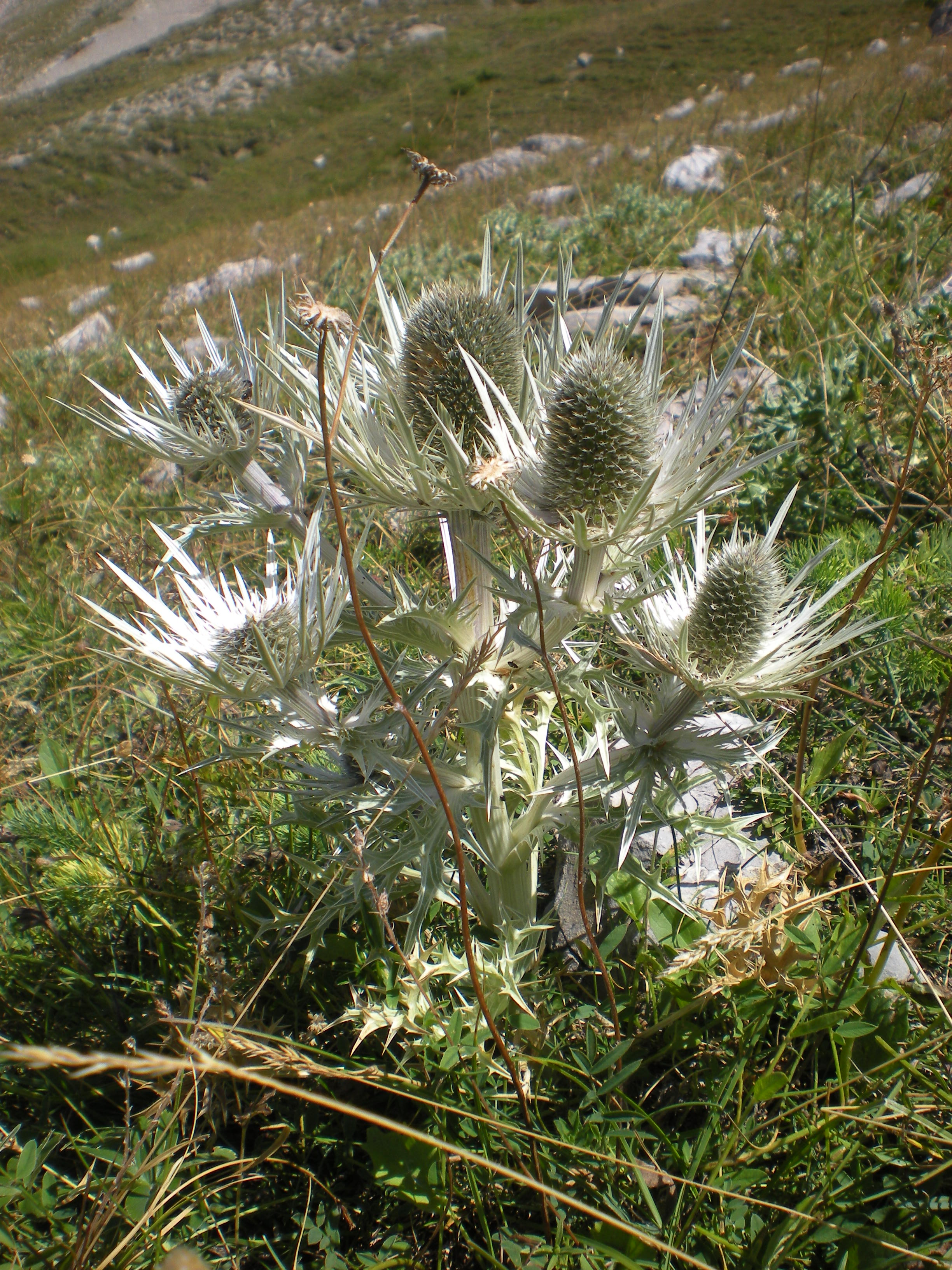
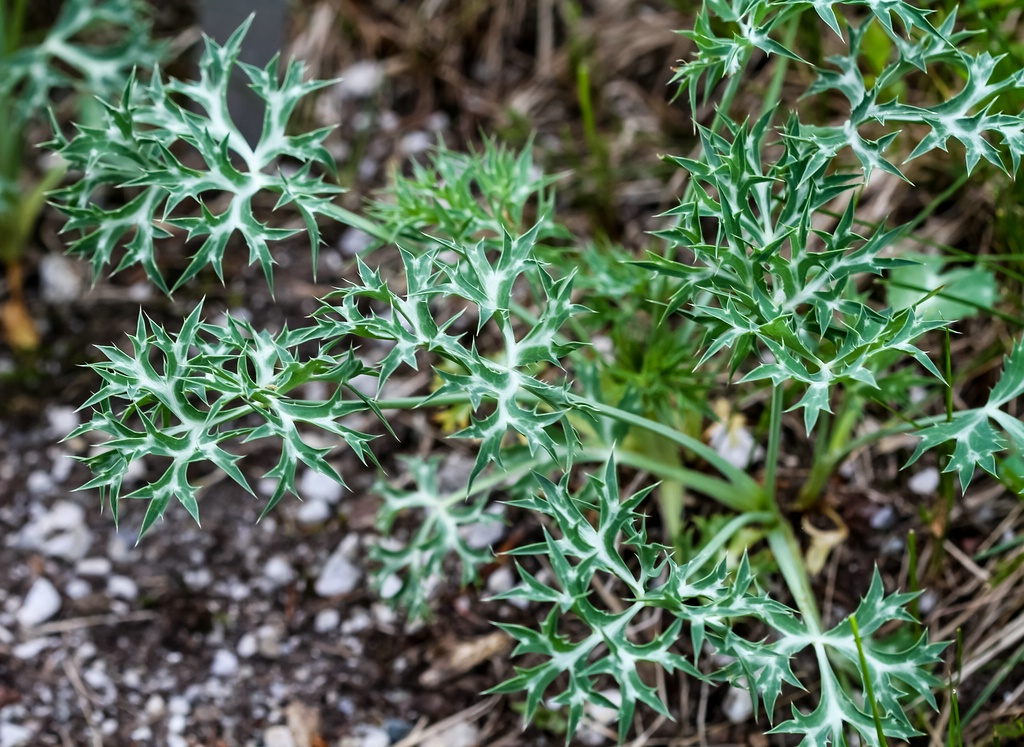
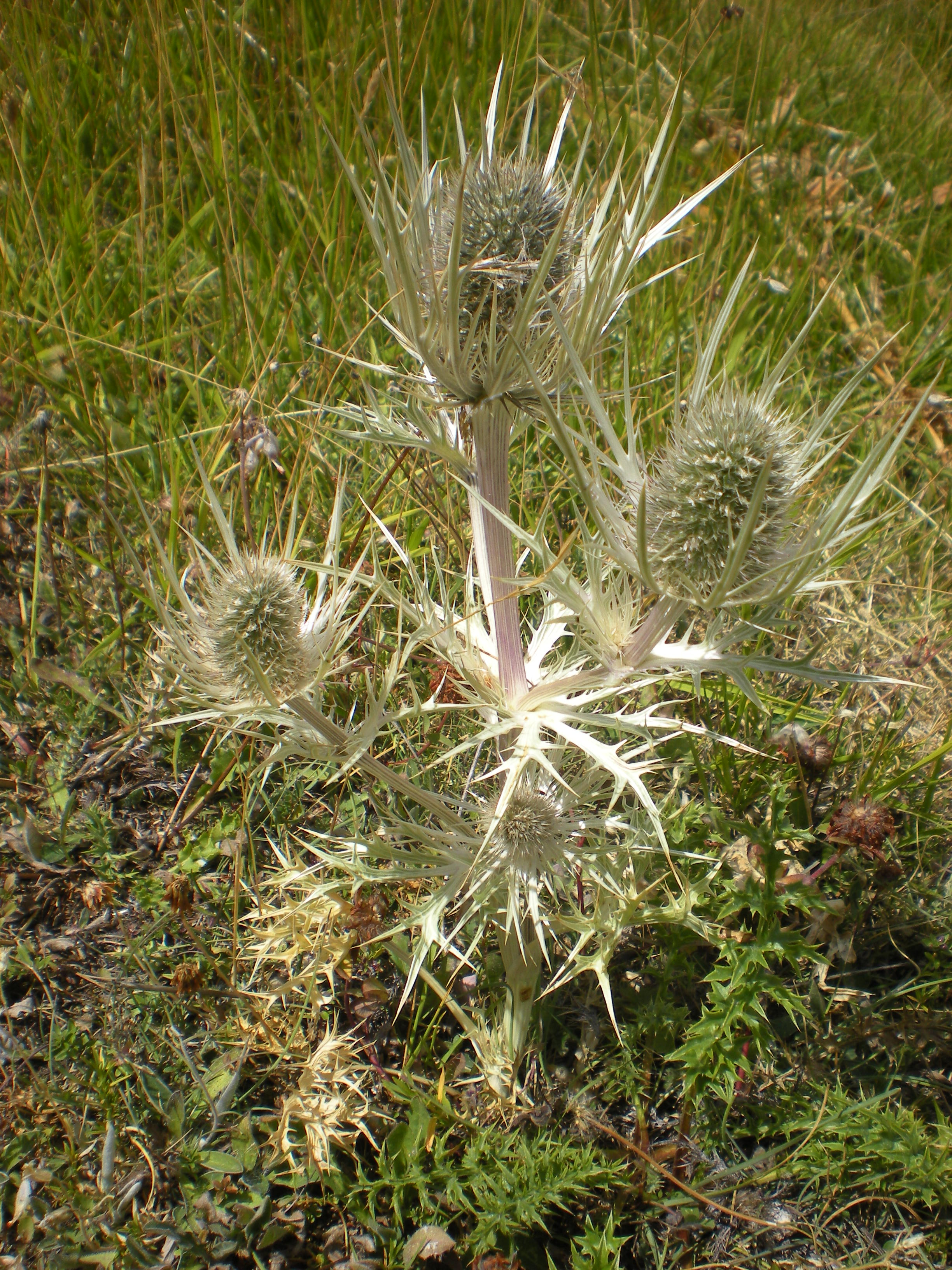